# أوقست شريدر
أوقست شريدر (بالإنجليزية: August Schrader؛ بالألمانية: August Schrader) هو مهندس أمريكي وألماني، (و. 1807 – 1894 م).